# Sachatamia punctulata
Espèce
Synonymes
- Cochranella punctulata Ruiz-Carranza & Lynch, 1995

Statut de conservation UICN

 VU  : Vulnérable
Sachatamia punctulata est une espèce d'amphibiens de la famille des Centrolenidae.

## Répartition
Cette espèce est endémique de Colombie. Elle se rencontre dans les départements d'Antioquia, de Caldas et de Tolima de 500 à 930 m d'altitude sur le versant Est de la cordillère Centrale.

## Description

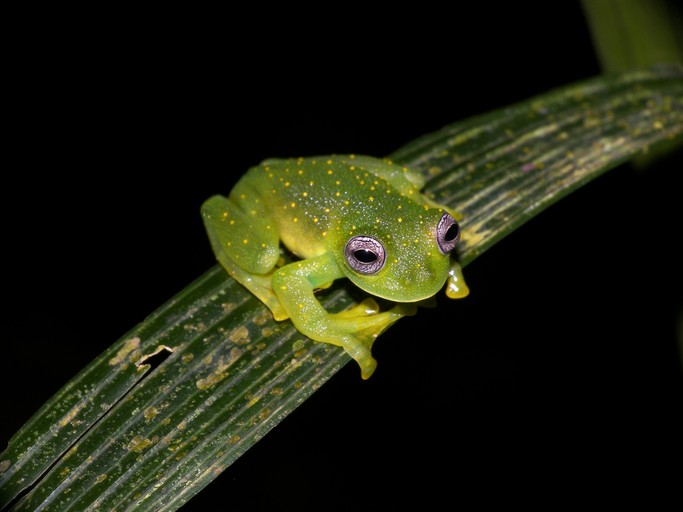
Sachatamia punctulata

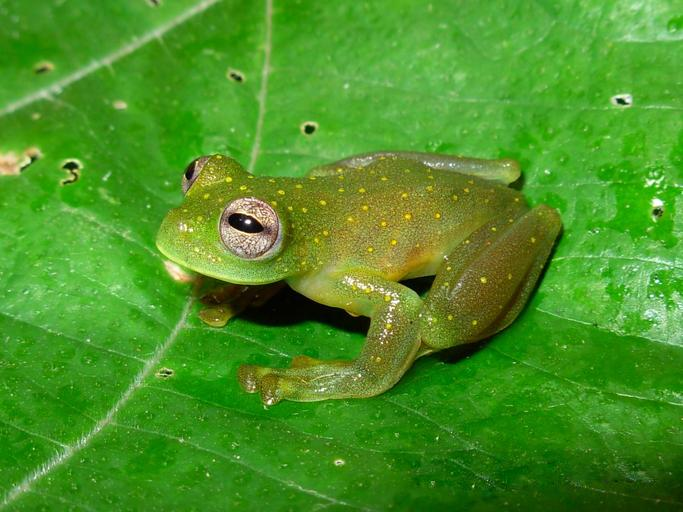
Sachatamia punctulata

Les mâles mesurent de 24,5 à 27,3 mm et les femelles jusqu'à 31,6 mm.

## Publication originale
- Ruiz-Carranza & Lynch, 1995 : Ranas Centrolenidae de Colombia. V. Cuatro nuevas especies de Cochranella  de la Cordillera Central. Lozania, vol. 62, p. 1-23.